# 田島尚輝
田島 尚輝（たじま なおき、2000年9月21日 - ）は、熊本県熊本市出身の男子プロテニス選手。やまやコミュニケーションズ所属。ATPランキング自己最高位は、シングルス604位、ダブルス299位。
熊本市立田迎小学校、府中市立府中第三中学校、クラーク記念国際高等学校卒業。ITFツアーのシングルスでは準優勝2回、ダブルスでは優勝7回の成績を残している。また、2025年5月には、ATPツアー・チャレンジャーでダブルス優勝している。

## 来歴

### ジュニア時代
2000年9月21日、熊本県熊本市に生まれ、5歳の時に父の影響でテニスを始めた。小学1年生のときに、熊本庭球塾・スターテニススクールの選手クラスに加入した。小学3年生のときに上京し、桜田倶楽部東京テニスカレッジのプレーヤーズクラスに加入した。小学4年生からTEAM YONEZAWAに所属し、元デビスカップ日本代表で錦織圭を指導した経験を持つ米沢徹に師事してから頭角を現した。
2011年には小学5年生の時に全国小学生テニス選手権大会でベスト4となり、2012年には全日本ジュニアテニス選手権12歳以下で優勝した。2013年にはRSK全国選抜テニス選手権で優勝、2014年には全国選抜ジュニアテニス選手権14歳以下で優勝、2015年には中牟田杯全国選抜テニス選手権の単複で優勝、2016年には全日本ジュニアテニス選手権16歳以下の単複で優勝、2018年には全日本ジュニアテニス選手権18歳以下で優勝した。また、14歳以下ワールドジュニア、16歳以下ジュニアデビスカップにおいて日本代表として戦い、16歳の時のジュニアデビスカップでは5位入賞を果たした。
TEAM YONEZAWAでは、年2回のヨーロッパ遠征やフロリダ遠征を行った。14歳だった2014年から国際テニス連盟(ITF)のジュニア大会に参戦し、ヨーロッパ、北アメリカ、アジア、日本国内を転戦した。2017年4月から約3か月に及ぶヨーロッパ遠征を敢行した。
2017年は全てのグランドスラムジュニア男子ダブルスに出場し、2017年全米オープンジュニア男子ダブルスでベスト8となった。2018年全豪オープンジュニア男子ダブルスでベスト8となった。2018年全仏オープンジュニア男子ダブルスでは、日本人としては錦織圭以来12年ぶりに優勝した。2018年ウィンブルドン選手権ジュニア男子ダブルスでベスト4という成績を残した。同年の2018年ブエノスアイレスユースオリンピック混合ダブルスでは日本人初の金メダルを獲得した。ATPジュニアランキングの最高位は8位である。

### プロ転向後
2019年1月には初めてジュニア日本代表（ジュニアナショナル選手）に選出された。同年9月に19歳でプロ転向した。2020年の全日本テニス選手権ではベスト8となった。2025年5月現在、ITFツアー　シングルス準優勝2回、ダブルス優勝7回、ATPツアー　ダブルス優勝1回の成績を残している。

## ジュニアグランドスラム決勝進出結果

### ダブルス：1回（1勝0敗）
| 結果 | 年   | 大会         | サーフェス | パートナー               | 対戦相手      | スコア   |
| ---- | ---- | ------------ | ---------- | ------------------------ | ------------- | -------- |
| 優勝 | 2018 | 全仏オープン | クレー     | オンドジェイ・スタイラー | Ray Ho 曾俊欣 | 6–4, 6–4 |